# Regine Klein
Regine Klein, verheiratete Regine von Heine-Geldern, (23. April 1857 in Wien – 10. Februar 1939 ebenda) war eine österreichische Operetten- und Opernsängerin (Sopran).

## Leben
Klein wirkte erst als Operettensängerin zuerst am Carl-Theater in Wien und von 1875 bis 1876 an der Komischen Oper Wien. 1882 wechselte sie von der Operette zur Oper und debütierte am 14. September in Prag als „Carmen“. 1883 wurde sie, anlässlich eines Gastspiels am Hofoperntheater Wien für die Saison ab 1884 verpflichtet. Am 27. Juni 1884 verabschiedete sie sich aus Prag, ebenfalls als „Carmen“. Am 1. Jänner 1885 trat sie in den Verband des Hofoperntheaters, zog sich aber bereits am 31. Mai 1887 ins Privatleben zurück, nachdem sie sich am 21. Februar 1887 mit Gustav Franz Xaver Freiherr von Heine-Geldern (1848–1899), einem Sohn von Gustav Heine von Geldern und Neffen Heinrich Heines, verheiratet hatte.
Zu ihren Rollen zählten neben der Carmen vor allem Zerline, Aida, Olympia, Gretchen, Euryanthe, Margarete und Herodias.